# Erloschenes Licht
Erloschenes Licht ist ein 1912 gedrehtes, deutsches Stummfilmdrama mit Henny Porten in der Hauptrolle einer Blinden. An ihrer Seite spielt in einer seiner ersten Filmrollen der spätere Stuart-Webbs-Darsteller Ernst Reicher.

## Handlung
Hermann Hiller ist mit einer Frau verheiratet, die ihm eine große Stütze ist. Während der bislang erfolglose Komponist mit Inbrunst an seiner neuen Arbeit, einer Oper, sitzt, arbeitet seine Frau Tag und Nacht an Stickereien, mit denen sie den Lebensunterhalt der beiden bestreitet. Ihr Mann bemerkt nicht, wie sehr diese Arbeit die Augen seiner Frau anstrengt. Vor allem die Nachtarbeit hat aufgrund einer tückischen Erkrankung Auswirkung auf ihre Augen, die Sehkraft schwindet jeden Tag ein wenig mehr. Immerhin befinden der Direktor des Opernhauses und sein Kapellmeister, dass das neue Werk Hillers von ausgezeichneter Qualität sei. Tatsächlich wird Hillers Opus eingekauft und macht diesen schlagartig zu einem vermögenden Mann. Doch umso mehr macht er sich Sorgen um seine Frau, die immer mehr ihr Augenlicht zu verlieren droht. Hiller fleht den Augenspezialisten an, alles was möglich ist zu tun.
Alle Mühe nutzt nicht, Hillers Gattin erblindet. Am Tag der Premiere führt Hermann Hiller seine Frau in die Oper, und ergriffen lauscht sie den Klängen bei der Premiere. Im Taumel des Erfolges beginnt Hiller seine Frau zu vernachlässigen und lässt sich von den Flirtversuchen der Hauptdarstellerin seiner Oper, einer gewissen Mademoiselle Renée, einnehmen. Hillers Frau bleibt dies nicht unbemerkt, zumal ihr Gatte häufiger auch tagsüber immer häufiger ausgeht und Spazierfahrten mit jener jungen Dame unternimmt. Während einer Autotour bleibt der Wagen stehen und Hermann hilft dem Chauffeur, Benzin nachzugießen. Dabei kommt er mit seiner brennenden Zigarette dem Kanister zu nahe, selbiger explodiert und eine Stichflamme zischt in sein Gesicht. Hiller weicht mit einem gellenden Schrei zurück und wird mit schweren Verbrennungen nach Hause gebracht. Dort kümmert sich seine blinde Frau rührend um ihn und wacht Tag und Nacht an seinem Bett. Inständig fleht Frau Hiller darum, dass es ihrem Gatten nicht wie ihr ergehen möge und er sein Augenlicht verliere.
Wochen der Rekonvaleszenz sind vergangen, und Mademoiselle Renée hat sich längst wieder aus dem Leben ihres Komponisten verabschiedet. Frau Hiller aber kümmert sich weiterhin um ihren Mann, und eines Tages wird die Binde von seinen Augen entfernt. Mit großer Vorsichtig öffnet er die Augen, dann erfährt ihm ein Jubelschrei: er kann wieder sehen! Voller Enthusiasmus kniet er vor seiner treuen Gattin, doch die erinnert sich schmerzvoll an die Zeit, als er in gesundem Zustand sich mit jener Opernsängerin verlustierte. Sie beginnt zu schluchzen, in der Angst, dass sie ihn wieder an diese Frau verlieren könnte. Doch ihr Mann hat aus all dem etwas gelernt; er verspricht, für sie die Augen sein zu wollen. Mit großer Dankbarkeit vernimmt sie seine Worte.

## Produktionsnotizen
Erloschenes Licht entstand im Messter-Filmatelier in Berlins Blücherstraße 32, passierte die Filmzensur im November 1912 und wurde am 7. Februar 1913 dem Publikum vorgestellt. Bereits am 29. Januar 1913 erfolgte die Erstpräsentation auf der Filmbörse in Wien. Der Film besaß lediglich zwei Akte und war 649 Meter lang.